# Hemming Sjögren
Hemming Sjögren, född 1770 i Algutsboda socken i Kalmar län, död 4 februari 1829 i Augerums socken i Blekinge län, var en skarprättare.
Han avrättade f d soldaten Lars A Moderus vid avrättningsplatsen intill Sjöbo Gästgivaregård i Sjöbo, Färs härad den 29 november 1816 för begånget dråp på bonden Trus Håkanson. Avrättades på Toarps galjbacke av skarprättare Sjögen från Karlskrona som verkställde domen från den 21 april 1825 beslutad i Göta hovrätt. "Död den 13 juli 1825 i Toarp/Hammenhög (Göta hovrätt). Anna Nilsdotters öde blev "att mista högra handen, halshuggas och i båle brännas".
Sjögren avrättade även pigan Lucia Hansdotter för mord på sitt barn: "Den som utförde avrättningen var Hemming Sjögren, skarprättare i Blekinge och även i Malmöhus län. Till landshövdingen gick rapport om att Lucia Hansdotter »klockan 1/2 till 11 förmiddagen, i en talrik menighets närvaro undergått dödsstraffet»".